# In My Bed
"In My Bed" é uma canção da cantora e compositora inglesa Amy Winehouse do seu álbum de estreia, Frank (2003). Foi lançado em 5 de abril de 2004 como terceiro  single do álbum. O single foi lançado como duplo Lado-A ou A-Side com You Sent Me Flying e juntos alcançaram a 60º posição no UK Singles Chart.
"In My Bed" contém samples da música "Made You Look", do rapper Nas, em 2002, que contém uma amostra da capa de "Apache" do Incredible Bongo Band de 1973. Tanto "In My Bed" quanto "Made You Look" foram produzidos por Salaam Remi.
Uma rara sessão ao vivo de Winehouse apresentando "In My Bed" em 2003 foi incluída no documentário Amy (2015), que retrata a vida e a morte da cantora.
É uma cação que mistura acordes de guitarra e baixo com metais e vocais sensasionalistas. Tem uma grande ligação com o Hip-hop e o Jazz. Nas letras, Amy Winehouse fala sobre um relacionamento mal sucedido por falta de controle emocional e por seu companheiro não saber separar sexo de emoções.

## Videoclipe
No videoclipe de In My Bed, Amy vaga por um hotel e vê algumas pessoas "acasalando". Na primeira cena ela se despede de um rapaz, provavelmente seu ex-namorado (com quem parece ter acabado de romper) e depois sai a dar um rolé pelo hotel. Em uma das cenas ela sobe em um lugar onde uma banda lhe espera e começa a cantar. Após isso, ela larga a banda e segue descalça subindo em uma escada (deixando cair um dos sapatos-a marca da sensualidade no álbum Frank) e continua passeando, até que volta para seu quarto no hotel e na cena final, abre a porta para um outro homem e faz menção de beijá-lo. O clipe não preserva a parte final da música, o grande solo de voz e saxofone que marcam longos minutos da canção. É um dos videoclipes em que Winehouse está mais bonita, usando m vestido curto que mostra as pernas e o sutiã e maquiagem simples, que realçam sua doce face jovem da época do clipe.

## Faixas
Reino Unido CD single
1. "In My Bed"
2. "You Sent Me Flying"
3. "Best Friend" (Acústico)

## Performance nas Paradas
| Paradas (2004)                 | Melhor posição |
| ------------------------------ | -------------- |
| Reino Unido - UK Singles Chart | 60             |